# بريان إي. بلدسو
بريان إي. بلدسو (بالإنجليزية: Bryan E. Bledsoe)‏ هو طبيب أمريكي، ولد في 1955.